# Gérard Poulet
Gérard Poulet (Bayonne, 12 agosto 1938) è un violinista francese.

## Biografia
Nato a Bayonne, figlio del direttore d'orchestra Gaston Poulet, inizia a studiare il violino all'età di cinque anni. A 11 anni entra al Conservatorio di Parigi nella classe di André Asselin e all'età di 12 anni vince all'unanimità il primo premio di violino. Nello stesso anno si esibisce alla Salle Gaveau sotto la direzione di suo padre con l'Orchestre Colonne.
Nel 1956 vince il 1º Gran Premio del Concorso Paganini di Genova, perfezionandosi con Zino Francescatti, Yehudi Menuhin, Nathan Milstein e Henryk Szeryng. Considera quest'ultimo come "suo padre nella musica".
Poulet fu professore, poi professore onorario al Conservatorio di Parigi. Tra i suoi studenti c'erano i violinisti Yaïr Benaïm, Renaud Capuçon, Sarah Nemtanu, Jean-Marc Phillips-Varabédjian, Svetlin Roussev, Marie Scheublé, Klodiana Skenderi, Guillaume Sutre, Akiko Yamada. È stato anche professore ordinario all'École Normale de Musique de Paris e all'Università delle arti di Tokyo.
Nella sua discografia, diverse registrazioni, in particolare la Sonata per violino solo di Bartók e le sei Sonate e Partite per violino solo di Bach, sono state accolte calorosamente dalla critica.